# アメリカオオソリハシシギ
アメリカオオソリハシシギ （亜米利加大反嘴鴫、学名：Limosa fedoa）は、チドリ目シギ科に分類される鳥類の1種。

## 分布
繁殖地
カナダ・プレーリー、アメリカ・グレートプレーンズ
越冬地
カリフォルニア沿岸部、メキシコ湾、南アメリカ

## 形態
特徴は写真参照。

## 生態
食性
昆虫、甲殻類、および水生植物

## 絶滅危惧評価
- VULNERABLE (IUCN Red List Ver. 3.1 (2001))
[1]

## 参照・注釈
1. ↑  Limosa fedoa  (Species Factsheet by BirdLife International)